# Sidney l'éléphant
Sidney l'éléphant (Sidney the Elephant ou Silly Sidney) est une série télévisée d'animation américaine en 19 épisodes de 6 minutes, produite par Terrytoons et diffusée de 1958 au 4 décembre 1963 sur NBC.
En France, la série a été diffusée pour la première fois le 3 mars 1976 sur TF1 dans l'émission Les Visiteurs du mercredi. Elle a été rediffusée en 1980 sur TF1 dans Croque Vacances, le 3 décembre 1980 dans Les Visiteurs du mercredi (TF1), et en 1995 sur France 2 dans Les Matins de Saturnin.

## Production
La série a été produite par les studios Terrytoons, dont les plus célèbres créations sont Super-Souris, Dinky Duck et Heckle et Jeckle.

## Synopsis
Sidney est un éléphant bleu qui vit dans la jungle. Gentil mais maladroit et souvent dépressif, ses maladresses se retournent souvent contre lui. Sidney a deux amis auxquels il se confie : Stanley le lion et Cléo la girafe.

## Fiche technique
- Titre original : Sidney the Elephant ou Silly Sidney
- Titre français : Sidney l'éléphant
- Réalisateur : Mannie Davis, Marty Taras, Connie Rasinski, Art Bartsch
- Scénaristes : Al Bertino, Dick Kinney, Bob Kuwahara, Tom Morrison
- Production : Bill Weiss
- Sociétés de production : Terrytoons, CBS
- Musique : Philip A. Scheib
- Pays d'origine : États-Unis
- Langue : anglais
- Nombre d'épisodes : 19
- Durée : 6 minutes (1 saison)
- Dates de première diffusion : 
  -  États-Unis : 1958
  -  France : 3 mars 1976

## Distribution

### Voix françaises
- Roger Carel : Sidney

### Voix originales
- Lionel Wilson : Sidney (1re voix) ; Stanley ; Cleo
- Dayton Allen : Sidney (2e voix) ; Stanley ; Cleo

## Épisodes
1. Titre français inconnu (Sick, Sick, Sidney - 1958)
2. Titre français inconnu (Sidney's Family Tree - 1958)
3. Titre français inconnu (Tusk, Tusk - 1960)
4. Sidney a peur des souris (The Littlest Bully - 1960)
5. Titre français inconnu (Two Ton Baby Sitter - 1960)
6. Titre français inconnu (Hide and Go Sidney - 1960)
7. Les Bijoux (Clown Jewels - 1961)
8. Sidney et la banane (Banana Binge - 1961)
9. Vive la flotte (Fleet's out - 1961)
10. Le Carnivore (Meat, Drink and be Merry - 1961)
11. Quel cirque ! (Really Big Act - 1961)
12. Titre français inconnu (Tree Spree - 1961)
13. Titre français inconnu (Peanut Battle - 1962)
14. Titre français inconnu (Send Your Elephant To Camp - 1962)
15. Titre français inconnu (Home Life -  1962)
16. Titre français inconnu (Sidney's White Elephant - 1963)
17. Le Rhinocéros (Driven to Extraction)
18. Titre français inconnu (Split Level Tree House - 1963)
19. Être ou ne pas être (To be or not to be - 1963)